# Canada op de Olympische Zomerspelen 1936
Canada nam deel aan de Olympische Zomerspelen 1936 in Berlijn, Duitsland. Er namen 96 sporters deel in elf olympische sportdisciplines, waarbij negen medailles werden behaald.
Net als in 1912, 1928 en 1932 nam Robert Tait McKenzie deel aan de kunstwedstrijden in de categorie beeldhouwen.

## Medailleoverzicht
| Sport     | Olympiër(s) | Onderdeel             | Medaille |
| --------- | --- | --------------------- | -------- |
| Kanovaren | Frank Amyot | C-1 1000m (m)         | Goud     |
| Atletiek  | John Loaring | 400m horden (m)       | Zilver   |
| Basketbal | Gordon Aitchison Ian Allison Arthur Chapman Chuck Chapman Edward Dawson Irving Meretsky Stanley Nantais James Stewart Malcolm Wiseman Doug Peden | mannen                | Zilver   |
| Kanovaren | Frank Saker Harvey Charters | C-2 10000m (m)        | Zilver   |
| Atletiek  | Phil Edwards | 800m (m)              | Brons    |
| Atletiek  | Elizabeth Taylor | 80m horden (m)        | Brons    |
| Atletiek  | Dorothy Brookshaw Mildred Dolson Hilda Cameron Aileen Meagher                                                                                    | 4x100m (m)            | Brons    |
| Kanovaren | Frank Saker Harvey Charters | C-2 1000m (m)         | Brons    |
| Worstelen | Joseph Schleimer | -72kg vrije stijl (m) | Brons    |

## Deelnemers en resultaten

### Atletiek
| Olympiër                                                       | Onderdeel                | Resultaat    | Prestatie                                                                                        |
| -------------------------------------------------------------- | ------------------------ | ------------ | ------------------------------------------------------------------------------------------------ |
| Bruce Humber                                                   | 100m (m)                 | kwartfinale  | serie 8: 2de in 10,8 kwartfinale 3: 5de                                                          |
| Howie McPhee                                                   | 100m (m)                 | 7e           | serie 5: 1ste in 10,8 kwartfinale 4: 3de in 10,6 halve finale 2: 4de in 10,7                     |
| Lee Orr                                                        | 100m (m)                 | series       | serie 10: 3de in 10,6                                                                            |
| Bruce Humber                                                   | 200m (m)                 | 10e          | serie 4: 1ste in 22,1 kwartfinale 2: 3de in 22,1 halve finale 2: 5de in 22,0                     |
| Howie McPhee                                                   | 200m (m)                 | 10e          | serie 6: 2de in 21,8 kwartfinale 3: 2de in 21,8 halve finale 2: 5de in 22,0                      |
| Lee Orr                                                        | 200m (m)                 | 5e           | serie 2: 2de in 21,6 kwartfinale 1: 1ste in 21,2 halve finale 1: 2de in 21,3 finale: 5de in 21,6 |
| William Fritz                                                  | 400m (m)                 | 5e           | serie 7: 2de in 49,0 kwartfinale 2: 3de in 48,4 halve finale 2: 3de in 47,4 finale: 5de in 47,8  |
| Marshall Limon                                                 | 400m (m)                 | 14e          | serie 4: 2de in 49,2 kwartfinale 4: 5de in 48,9                                                  |
| Johnny Loaring                                                 | 400m (m)                 | 6e           | serie 1: 3de in 49,1 kwartfinale 3: 3de in 49,3 halve finale 1: 3de in 48,1 finale: 6de in 48,2  |
| Ab Conway                                                      | 800m (m)                 | 15e          | serie 2: 2de in 1.56,2 halve finale 1: 5de in 1.55,9                                             |
| Phil Edwards                                                   | 800m (m)                 | Brons        | serie 1: 1ste in 1.53,7 halve finale 2: 3de in 1.53,2 finale: 3de in 1.53,6                      |
| Jack Liddle                                                    | 800m (m)                 | series       | serie 5: 7de                                                                                     |
| Phil Edwards                                                   | 1500m (m)                | 5e           | serie 3: 3de in 3.56,2 finale: 5de in 3.50,4                                                     |
| Jack Liddle                                                    | 1500m (m)                | series       | serie 2: 9de                                                                                     |
| Hugh Thompson                                                  | 1500m (m)                | series       | serie 4: 8ste                                                                                    |
| Scotty Rankine                                                 | 5000m (m)                | series       | serie 1: 10de                                                                                    |
| Milton Wallace                                                 | 5000m (m)                | series       | serie 2: 11de                                                                                    |
| Scotty Rankine                                                 | 10000m (m)               | onbekend     |                                                                                                  |
| Milton Wallace                                                 | 10000m (m)               | onbekend     |                                                                                                  |
| Larry O'Connor                                                 | 110m horden (m)          | 6e           | serie 1: 2de in 15,1 halve finale 2: 3de in 15,0 finale: 6de in 14,8                             |
| Jim Worrall                                                    | 110m horden (m)          | series       | serie 3: 3de in 15,6                                                                             |
| Johnny Loaring                                                 | 400m horden (m)          | Zilver       | serie 3: 2de in 54,3 halve finale 2: 2de in 53,1 finale: 2de in 52,7                             |
| Jim Worrall                                                    | 400m horden (m)          | 21e          | serie 1: 4de in 55,5                                                                             |
| Sam Richardson Bruce Humber Lee Orr Howie McPhee               | 4x100m (m)               | 5e           | serie 3: 2de in 41,5 finale: 5de in 42,7                                                         |
| Marshall Limon Phil Edwards Bill Fritz Johnny Loaring          | 4x400m (m)               | 4e           | serie 3: 2de in 3.15,0 finale: 4de in 3.11,8                                                     |
| Jimmy Bartlett                                                 | marathon (m)             | 15e          | 2:48.21,4                                                                                        |
| Harold Webster                                                 | marathon (m)             | DNF          | niet gefinisht                                                                                   |
| Percy Wyer                                                     | marathon (m)             | 30e          | 3:00.11,0                                                                                        |
| Sam Richardson                                                 | verspringen (m)          | 14e          | kwalificatie: 14de finale: 14de met 7,13m                                                        |
| Sam Richardson                                                 | hink-stap-springen (m)   | 20e          | kwalificatie: 20ste finale: 20ste met 14,21m                                                     |
| Joe Haley                                                      | hoogspringen (m)         | 14e          | kwalificatie groep B: 1ste met 1,85m finale: 12de met 1,85m                                      |
| Syl Apps                                                       | polsstokhoogspringen (m) | 14e          | kwalificatie: 1ste met 3,80m finale: 6de met 4,00m                                               |
| Jim Courtright                                                 | speerwerpen (m)          | 14e          | kwalificatie: 15de met 60,3m finale: 14de met 60,54m                                             |
|                                                                |                          |              |                                                                                                  |
| Hilda Cameron                                                  | 100m (v)                 | series       | serie 1: 3de in 12,7                                                                             |
| Jeanette Dolson                                                | 100m (v)                 | halve finale | serie 2: 2de in 12,3 halve finale 2: 5de                                                         |
| Aileen Meagher                                                 | 100m (v)                 | halve finale | serie 5: 2de in 12,4 halve finale 1: 5de                                                         |
| Roxy Atkins                                                    | 80m horden (v)           | series       | serie 4: 4de                                                                                     |
| Betty Taylor                                                   | 80m horden (v)           | Brons        | serie 3: 1ste in 12,0 halve finale 1: 2de in 11,7 finale: 3de in 11,811                          |
| Dorothy Brookshaw Jeanette Dolson Hilda Cameron Aileen Meagher | 4x100m (v)               | Brons        | serie 1: 2de in 48,0 finale: 3de in 47,8                                                         |
| Margaret Bell                                                  | hoogspringen (v)         | 9e           | 1,50m                                                                                            |

### Basketbal
| Olympiër | Onderdeel | Resultaat | Prestatie |
| --- | --------- | --------- | --- |
| Gordon Aitchison Ian Allison Arthur Chapman Chuck Chapman Edward Dawson Irving Meretsky Stanley Nantais James Stewart Malcolm Wiseman Doug Peden | mannen    | Zilver    | 1ste ronde: W van Zwitserland: 27-9 kwartfinale: W van Uruguay: 41-21 halve finale: W van Polen: 42-15 finale: V van Verenigde Staten: 8-19 |

### Boksen
| Olympiër         | Onderdeel   | Resultaat | Prestatie                                                                          |
| ---------------- | ----------- | --------- | ---------------------------------------------------------------------------------- |
| Hervé Lacelles   | -53,5kg (m) | 17e       | 1ste ronde: V van MEX Ortiz: punten                                                |
| William Marquart | -57,2kg (m) | 5e        | 1ste ronde: vrij 2de ronde: W van TCH Jelen kwartfinale: V van HUN Frigyes: punten |
| Maurice Camyré   | -66,7kg (m) | 17e       | 1ste ronde: V van USA Rutecki: punten                                              |
| Oliver Shanks    | -79,4kg (m) | 9e        | 1ste ronde: vrij 2de ronde: V van FIN Koivunen: punten                             |

### Kanovaren
| Olympiër                    | Onderdeel                | Resultaat | Prestatie                                    |
| --------------------------- | ------------------------ | --------- | -------------------------------------------- |
| Frank Amyot                 | C-1 1000m (m)            | Goud      | 5.32,1                                       |
| Frank Saker Harvey Charters | C-2 1000m (m)            | Brons     | 4.56,7                                       |
| Frank Saker Harvey Charters | C-2 10000m (m)           | Brons     | 51.15,8                                      |
| Frank Amyot                 | K-1 1000m (m)            | 14e       | serie 2: 7de in 5.17,0                       |
| William Williamson          | K-1 10000m (m)           | 14e       | 54.05,7                                      |
| Edward Deir Frank Willis    | K-2 1000m (m)            | 6e        | serie 2: 4de in 4.32,0 finale: 6de in 4.24,5 |
| Edward Deir Gordon Potter   | K-2 10000m (m)           | 10e       | 47.38,2                                      |
| Edward Deir Frank Willis    | K-2 10000m vouwkajak (m) | 10e       | 50.31,9                                      |

### Roeien
| Olympiër | Onderdeel | Resultaat | Prestatie                                                                                               |
| --- | --------- | --------- | --- |
| Charles Campbell | skiff (m) | 4e        | serie 2: 3de in 7.25,7 herkansingen: 1ste in 7.31,0 halve finale 2: 3de in 8.02,2 finale: 4de in 8.35,0 |
| Jack Cunningham Harry Fry Joe Harris Cedric Liddell Les MacDonald Charles Matteson Grey McLeish Sandy Saunders Ben Sharpe | acht (m)  | 7e        | serie 2: 3de in 6.14,3 herkansingen: 2de in 6.33,8                                                      |

### Schermen
| Olympiër                                                                   | Onderdeel       | Resultaat | Prestatie                                                                           |
| -------------------------------------------------------------------------- | --------------- | --------- | ----------------------------------------------------------------------------------- |
| Bertrand Boissonnault                                                      | degen (m)       | 68e       | 1ste ronde groep 1: 10de met 1 overwinning                                          |
| Ernest Dalton                                                              | degen (m)       | 66e       | 1ste ronde groep 4: 9de met 0 overwinningen                                         |
| George Tully                                                               | degen (m)       | 31e       | 1ste ronde groep 6: 5de met 2 overwinningen kwartfinale 1: 8ste met 3 overwinningen |
| Don Collinge Ernest Dalton Charles Otis George Tully                       | degen team (m)  | 9e        | 1ste ronde groep 7: 2de met 1 overwinning kwartfinale 4: 4de met 0 overwinningen    |
| Don Collinge                                                               | floret (m)      | 60e       | 1ste ronde groep 8: 7de met 0 overwinningen                                         |
| Ernest Dalton                                                              | floret (m)      | 58e       | 1ste ronde groep 6: 7de met 0 overwinningen                                         |
| Charles Otis                                                               | floret (m)      | 45e       | 1ste ronde groep 9: 5de met 1 overwinning                                           |
| Bertrand Boissonnault Don Collinge Ernest Dalton Charles Otis George Tully | floret team (m) | 13e       | 1ste ronde groep 4: 3de met 0 overwinningen                                         |
| Don Collinge                                                               | sabel (m)       | 52e       | 1ste ronde groep 7: 6de met 2 overwinningen                                         |
| Charles Otis                                                               | sabel (m)       | 70e       | 1ste ronde groep 2: 9de met 0 overwinningen                                         |
| George Tully                                                               | sabel (m)       | 39e       | 1ste ronde groep 3: 5de met 2 overwinningen                                         |
| Don Collinge Ernest Dalton Charles Otis George Tully                       | sabel team (m)  | 15e       | 1ste ronde groep 6: 3de met 0 overwinningen                                         |
|                                                                            |                 |           |                                                                                     |
| Nancy Archibald                                                            | floret (m)      | 37e       | 1ste ronde groep 2: 6de met 0 overwinningen                                         |
| Kathleen Hughes-Hallett                                                    | floret (m)      | 41e       | 1ste ronde groep 6: 7de met 1 overwinning                                           |
| Aileen Thomas                                                              | floret (m)      | 33e       | 1ste ronde groep 4: 6de met 2 overwinningen                                         |

### Schoonspringen
| Olympiër        | Onderdeel     | Resultaat | Prestatie    |
| --------------- | ------------- | --------- | ------------ |
| George Athans   | 10m toren (m) | 25e       | 70,06 punten |
|                 |               |           |              |
| Lynda Adams     | 3m plank (v)  | 10e       | 67,44 punten |
| Thelma Boughner | 3m plank (v)  | 15e       | 60,04 punten |
| Lynda Adams     | 10m toren (v) | 19e       | 26,52 punten |
| Thelma Boughner | 10m toren (v) | 22e       | 24,30 punten |

### Wielersport
| Olympiër                                                 | Onderdeel                | Resultaat | Prestatie |
| Baan                                                     | Baan                     | Baan      | Baan |
| -------------------------------------------------------- | ------------------------ | --------- | --- |
| Doug Peace                                               | sprint (m)               | 9e        | 1ste ronde serie 4: V van NED van Vliet 1ste ronde herkansingen: W van CHN Wing 2de ronde serie 7: V van FRA Chaillot |
| Bob McLeod                                               | tijdrit (m)              | 15e       | 1.17,0 |
| Lionel Coleman George Crompton Bob McLeod George Turner  | ploegenachtervolging (m) | 9e        | 1ste ronde: V van Italië: 4.58,4                                                                                      |
| Weg                                                      |                          |           | |
| Lionel Coleman                                           | wegwedstrijd (m)         | onbekend  | |
| George Crompton                                          | wegwedstrijd (m)         | onbekend  | |
| Rusty Peden                                              | wegwedstrijd (m)         | onbekend  | |
| George Turner                                            | wegwedstrijd (m)         | onbekend  | |
| Lionel Coleman George Crompton Rusty Peden George Turner | wegwedstrijd team (m)    | onbekend  | |

### Worstelen
| Olympiër       | Onderdeel   | Resultaat   | Prestatie |
| Vrije stijl    | Vrije stijl | Vrije stijl | Vrije stijl |
| -------------- | ----------- | ----------- | --- |
| Vern Pettigrew | -61kg (m)   | 4e          | 1ste ronde: vrij 2de ronde: W van TCH Kváček 3de ronde: W van JPN Mizutani 4de ronde: V van USA Millard 5de ronde: V van SWE Jönsson-Frändfors                   |
| Howie Thomas   | -66kg (m)   | 9e          | 1ste ronde: V van DEN Meyer 2de ronde: vrij 3de ronde: V van EST Toots                                                                                           |
| Joe Schleimer  | -72kg (m)   | Brons       | 1ste ronde: W van IND Anwar 2de ronde: V van USA Lewis 3de ronde: W van BEL Beke 4de ronde: W van SUI Angst 5de ronde: vrij zilveren finale: V van SWE Andersson |
| Terry Evans    | -79kg (m)   | 11e         | 1ste ronde: V van FRA Poilvé 2de ronde: V van GBR Jeffers |
| George Chiga   | +87kg (m)   | 8e          | 1ste ronde: V van FIN Nyström 2de ronde: vrij 3de ronde: V van FRA Herland                                                                                       |

### Zeilen
| Olympiër  | Onderdeel | Resultaat | Prestatie                        |
| --------- | --------- | --------- | -------------------------------- |
| Reg Dixon | O-Jolle   | 16e       | 84 punten: (11-14-11-3-24-19-16) |

### Zwemmen
| Olympiër                                                      | Onderdeel             | Resultaat | Prestatie                                              |
| ------------------------------------------------------------- | --------------------- | --------- | ------------------------------------------------------ |
| Munroe Bourne                                                 | 100m vrije slag (m)   | 29e       | serie 3: 4de in 1.02,4                                 |
| Bob Hamerton                                                  | 100m vrije slag (m)   | 27e       | serie 1: 4de in 1.02,1                                 |
| George Larson                                                 | 100m vrije slag (m)   | 18e       | serie 5: 3de in 1.01,5                                 |
| Bob Hamerton                                                  | 400m vrije slag (m)   | 19e       | serie 3: 4de in 5.13,3                                 |
| Robert Hooper                                                 | 400m vrije slag (m)   | 21e       | serie 1: 6de in 5.17,2                                 |
| Bob Pirie                                                     | 400m vrije slag (m)   | 10e       | serie 5: 3de in 4.56,0 halve finale 1: 6de in 4.58,7   |
| Bob Hamerton                                                  | 1500m vrije slag (m)  | 15e       | serie 3: 5de in 21.05,5                                |
| Robert Hooper                                                 | 1500m vrije slag (m)  | 18e       | serie 2: 4de in 21.47,4                                |
| Bob Pirie                                                     | 1500m vrije slag (m)  | 9e        | serie 1: 4de in 20.16,4 halve finale 2: 6de in 20.17,3 |
| Munroe Bourne                                                 | 100m rugslag (m)      | 24e       | serie 2: 6de in 1.17,2                                 |
| Gordon Kerr                                                   | 100m rugslag (m)      | 10e       | serie 4: 2de in 1.12,9 halve finale 2: 5de in 1.11,2   |
| Gerald Clawson                                                | 200m schoolslag (m)   | 23e       | serie 4: 2de in 2.54,7                                 |
| Albert Puddy                                                  | 200m schoolslag (m)   | 15e       | serie 2: 6de in 3.10,2 halve finale 1: 8ste in 2.55,6  |
| Munroe Bourne Bob Hamerton Robert Hooper Bob Pirie            | 4x200m vrije slag (m) | 7e        | serie 1: 2de in 9.40,0 finale: 7de in 9.27,5           |
|                                                               |                       |           |                                                        |
| Phyllis Dewar                                                 | 100m vrije slag (v)   | 8e        | serie 1: 4de in 1.09,2 halve finale 1: 6de in 1.09,6   |
| Irene Pirie-Milton                                            | 100m vrije slag (v)   | 26e       | serie 2: 5de in 1.12,8                                 |
| Margaret Stone                                                | 100m vrije slag (v)   | 15e       | serie 5: 3de in 1.10,0 halve finale 2: 7de in 1.12,8   |
| Mary McConkey                                                 | 100m rugslag (v)      | 16e       | serie 3: 5de in 1.25,3                                 |
| Noel Oxenbury                                                 | 100m rugslag (v)      | 19e       | serie 1: 7de in 1.28,9                                 |
| Joan Langdon                                                  | 200m schoolslag (v)   | 19e       | serie 1: 7de in 3.24,3                                 |
| Phyllis Dewar Mary McConkey Irene Pirie-Milton Margaret Stone | 4x100m vrije slag (v) | 4e        | serie 1: 3de in 4.49,7 finale: 4de in 4.48,0           |

Afghanistan · Argentinië · Australië · België · Bermuda · Bolivia · Brazilië · Brits-Indië · Bulgarije · Canada · Chili · Colombia · Costa Rica · Denemarken · Duitsland · Egypte · Estland · Filipijnen · Finland · Frankrijk · Griekenland · Groot-Brittannië · Hongarije · IJsland · Italië · Japan · Joegoslavië · Letland · Liechtenstein · Luxemburg · Malta · Mexico · Monaco · Nederland · Nieuw-Zeeland · Noorwegen · Oostenrijk · Peru · Polen · Portugal · Republiek China · Roemenië · Tsjecho-Slowakije · Turkije · Uruguay · Verenigde Staten · Zuid-Afrika · Zweden · Zwitserland